# Gilles Lellouche
Pour les articles homonymes, voir Lellouche.
Cet article possède un paronyme, voir Gilles Delouche.
Gilles Lellouche, né le 5 juillet 1972 à Savigny-sur-Orge, est un acteur, scénariste et réalisateur français.
Il est connu pour ses multiples collaborations avec Guillaume Canet — Mon idole (2002), Jeux d'enfants (2003), Narco (2004), Ne le dis à personne (2006), Les Petits Mouchoirs (2010), Rock'N'Roll (2017), L'amour est une fête (2018), Nous finirons ensemble (2019) et Astérix et Obélix : L'Empire du Milieu (2023) — mais aussi Jean Dujardin, qu'il seconde pour la comédie Les Infidèles (2012) et le thriller policier La French (2014).
Il est propulsé tête d'affiche de plusieurs thrillers : Krach (2007), À bout portant (2010), Gibraltar (2013), L'Enquête (2014) et Kompromat (2022).
Il tient aussi les premiers rôles masculins des romances Ma vie n'est pas une comédie romantique (2007) et Sous le même toit (2017), et des drames Ma part du gâteau (2011) et Plonger (2017). Il apparaît également à l'affiche des deux films de Jeanne Herry Pupille (2018) et Je verrai toujours vos visages (2023).
En tant que réalisateur, il rencontre le succès en 2018 avec la comédie dramatique Le Grand Bain, qui est nommée dans dix catégories aux César 2019, puis avec L'Amour Ouf en 2024, qui totalise treize nominations aux César 2025 et presque cinq millions d'entrées.

## Biographie

### Famille
Gilles Lellouche naît à Savigny-sur-Orge, d'une mère catholique bretonne d’origine irlandaise, chanteuse de gala, et d'un père juif d'Algérie qui a été maçon, puis bijoutier et chef comptable.
Il est le frère du comédien et acteur français Philippe Lellouche.

### Débuts et seconds rôles comiques (1996-2007)
Sa vocation d'acteur naît à douze ans au collège Jeanne-d'Arc de Fontainebleau, grâce à sa professeur de français, Patricia Brassem, qui lui demande de monter sur scène pour jouer le personnage principal de la comédie de Molière Les Fourberies de Scapin,.
Après un baccalauréat A3, il s'inscrit au Cours Florent dont il ressort diplômé. Marqué par le film La Haine sorti en 1995, il commence sa carrière dans le cinéma non comme acteur mais comme réalisateur de courts métrages (2 minutes 36 de bonheur (1996), Pourkoi... passkeu (2001), ce dernier faisant partie du programme « Zéro un » produit par Luc Besson). Et pendant sept années, il travaille en collaboration avec Tristan Aurouet dans la production de clips musicaux, notamment pour MC Solaar (Paradisiaque), NTM (That's My People), Dany Brillant et Pascal Obispo,.
Il fait ses débuts d'acteur avec quelques petits rôles, notamment dans la comédie Mes amis (1999), le premier long-métrage de Michel Hazanavicius. Guillaume Canet le lance en lui confiant un second rôle dans son premier long-métrage en tant que réalisateur, Mon idole (2002). Ils continuent à se donner la réplique dans la comédie Jeux d'enfants (2003), de Yann Samuell, puis dans Narco (2004). Lellouche co-réalise cette comédie avec Tristan Aurouet et confie le rôle principal à Canet.
En 2005, il est au casting du thriller Anthony Zimmer, de Jérôme Salle, puis continue dans le registre du meilleur ami encombrant avec la comédie Ma vie en l'air (2005), acclamée comédie romantique de Rémi Bezançon. Le film lui permet de se faire connaître. Ses apparitions vont alors se multiplier.
L'année 2006 le voit évoluer dans trois longs-métrages : la comédie romantique On va s'aimer, écrit et réalisé par Ivan Calbérac, puis le polar Ne le dis à personne, seconde réalisation de Guillaume Canet. Enfin, il fait partie du casting quatre étoiles de la comédie dramatique franco-italienne Le Héros de la famille, de Thierry Klifa.
En 2007, il évolue dans deux films choraux : la comédie dramatique Ma place au soleil, d'Éric de Montalier et le drame Paris, de Cédric Klapisch. Il se diversifie aussi en enchaînant deux drames : Le Dernier Gang, d'Ariel Zeitoun, et La Chambre des morts, d'Alfred Lot.

### Tête d'affiche et virage dramatique (2007-2014)

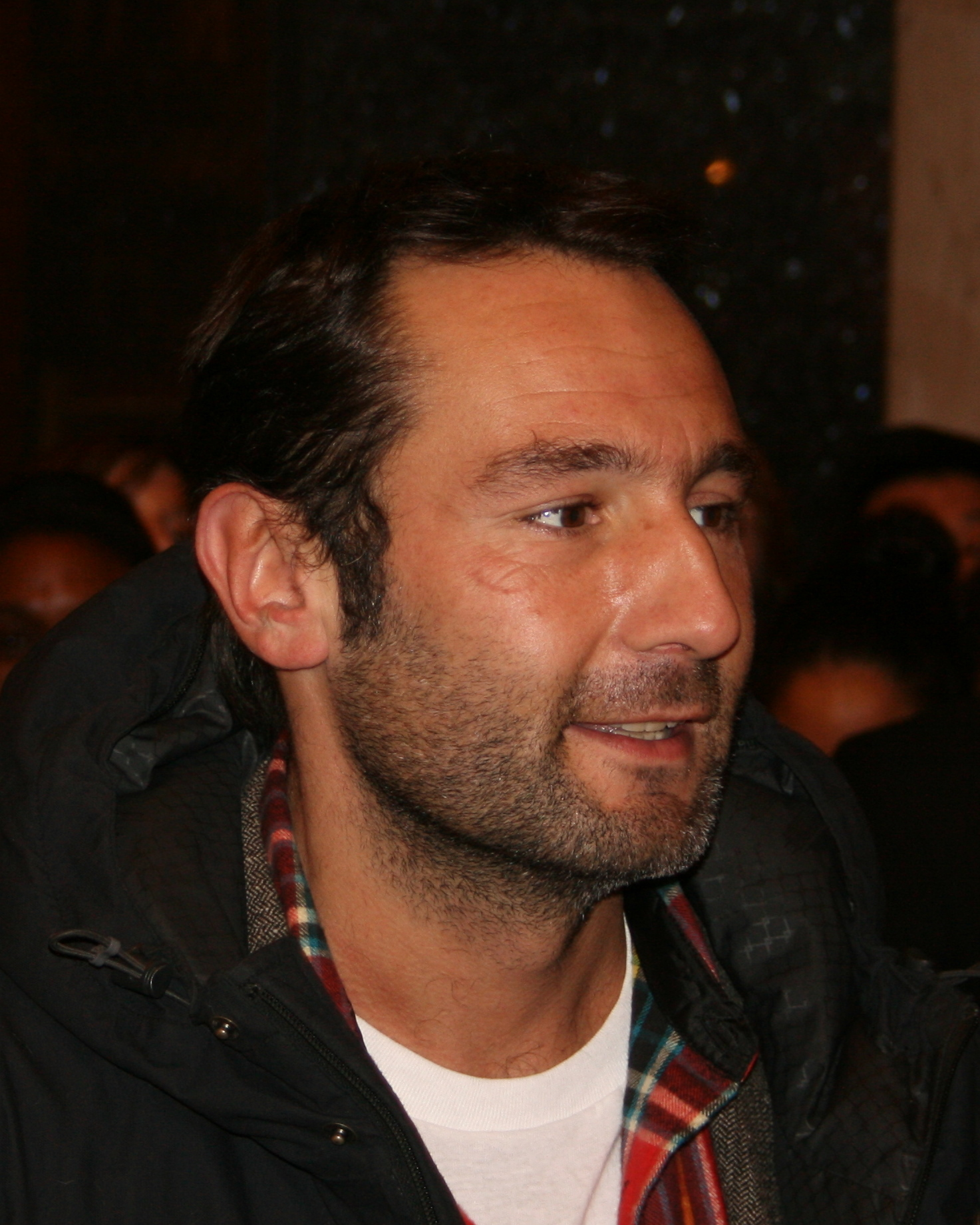
L'acteur en décembre 2008.

Mais surtout, il défend son premier rôle en tant que tête d'affiche : il mène Ma vie n'est pas une comédie romantique avec Marie Gillain.
En 2008, il confirme dans des rôles exposés : il seconde Jean-Paul Rouve dans la comédie dramatique Sans arme, ni haine, ni violence, également premier film en tant que réalisateur de Rouve. Il est aussi au casting d'une grosse production, le thriller historique L'Instinct de mort, de Jean-François Richet. Et en 2009, il évolue dans Une petite zone de turbulences, portée par Michel Blanc.
Les années 2010 lui permettent d'échapper aux seconds rôles comiques. Il entame la décennie avec le film d'aventures Les Aventures extraordinaires d'Adèle Blanc-Sec, de Luc Besson. Puis avec Guillaume Canet, il connaît un nouveau gros succès, en faisant partie de la bande d'amis réunis par ce dernier pour sa comédie dramatique Les Petits Mouchoirs. Sa performance lui vaut même une nomination aux César 2011 dans la catégorie meilleur second rôle masculin.
Enfin, il est la tête d'affiche de deux films : le thriller financier Krach, de Fabrice Genestal, puis l'acclamé polar À bout portant, de Fred Cavayé.
En 2011, il mène le drame Ma part du gâteau, de Cédric Klapisch, puis évolue aux côtés de Jean-Hugues Anglade pour le polar Mineurs 27, réalisé par son ami Tristan Aurouet.
Le 27 février 2011, il se rend à Los Angeles en compagnie de Laurent Weil et Jean-Paul Rouve pour suivre d'un studio le traditionnel défilé sur le tapis rouge et la 83e cérémonie des Oscars pour Canal+.

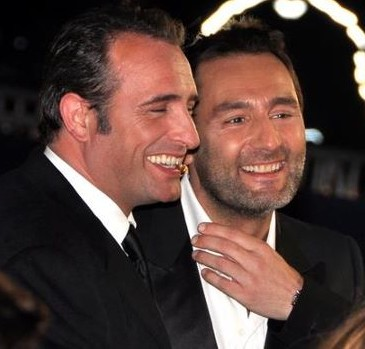
Gilles Lellouche avec Jean Dujardin à la cérémonie des César de 2012

L'année 2012 est marquée par la sortie de plusieurs longs-métrages : il partage l'affiche de la comédie à sketches Les Infidèles avec Jean Dujardin. Puis Jean-Paul Rouve fait de nouveau appel à lui pour la comédie dramatique Quand je serai petit. Enfin, il prête ses traits à l'époux de l'héroïne du biopic Thérèse Desqueyroux, de Claude Miller, incarnée par Audrey Tautou.
En 2013, il porte le thriller Gibraltar, de Julien Leclercq et partage l'affiche de la satire 100% cachemire avec Valérie Lemercier.
L'année suivante, il enchaîne les premiers rôles de trois drames : avec le réalisateur Fred Cavayé, il dévoile un nouveau thriller, Mea Culpa. Puis avec Jean Dujardin, il renoue avec le polar pour La French, de Cédric Jimenez, où il prête ses traits à Gaëtan Zampa. Enfin, il incarne Denis Robert pour le drame L'Enquête, de Vincent Garenq.

### Retour aux seconds rôles comiques (depuis 2015)

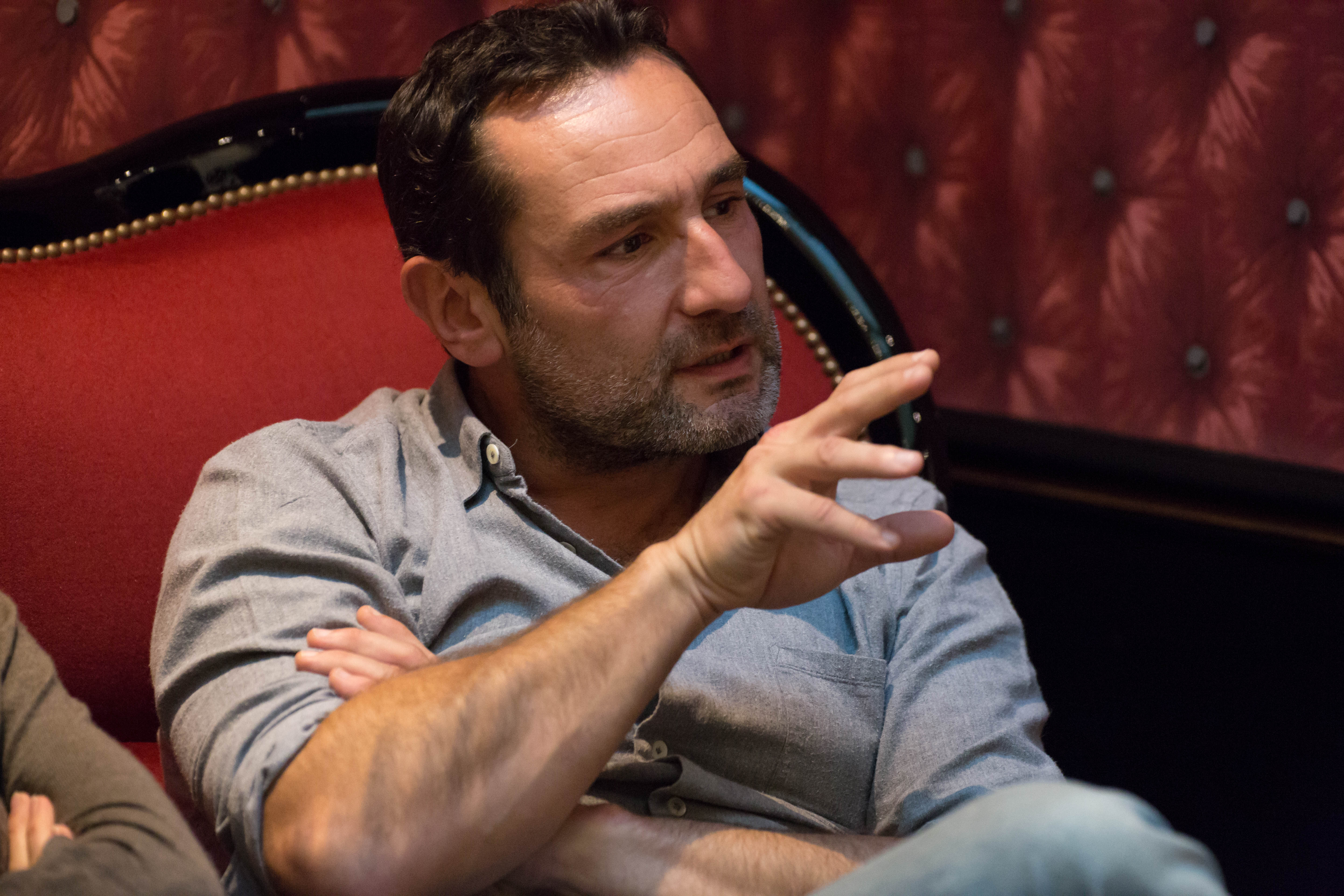
L'acteur à la conférence de presse pour Belles Familles, à Toulouse, en 2015.

En 2015, il revient à l'humour pour la comédie policière Les Gorilles, troisième long-métrage de Tristan Aurouet. Puis il fait partie du casting de la comédie chorale Belles Familles, de Jean-Paul Rappeneau. Enfin, il tient le troisième rôle principal du film indépendant Sky, de Fabienne Berthaud.
L'année 2016 est marquée par la sortie de la comédie à sketches Ils sont partout, réalisée par Yvan Attal.
En 2017, il confirme son retour à la comédie en tenant son propre rôle dans la satire Rock'N'Roll, de Guillaume Canet. Puis en partageant l'affiche de la comédie romantique Sous le même toit avec Louise Bourgoin. Il accepte aussi un petit rôle dans la comédie chorale Le Sens de la fête, le nouveau long-métrage d'Éric Toledano et Olivier Nakache. Enfin, il garde un pied dans le drame en jouant dans la co-production internationale historique HHhH, de Cédric Jimenez, puis en étant la tête d'affiche du drame indépendant Plonger, deuxième réalisation de l'actrice Mélanie Laurent.
En 2018, il présente son premier film en tant que réalisateur en solo, la comédie chorale Le Grand Bain. Le film est sélectionné pour le Festival de Cannes. L'accueil est très positif. Sur les réseaux sociaux, la critique est unanime et le film comparé à The Full Monty et Rasta Rocket. Le film est un succès en salle avec 4,2 millions d'entrées et fait partie des plus gros succès de l'année. Il est nommé dans dix catégories aux César 2019 mais ne reçoit que la récompense du meilleur acteur dans un second rôle (pour Philippe Katerine),.
En 2021, il est à l'affiche du drame policier BAC Nord de Cédric Jimenez présenté hors compétition au 74ème festival de Cannes. Lors de la conférence de presse suivant la diffusion du film au festival, le journaliste irlandais Fiachra Gibbons de l'AFP reprocha au film sa vision des cités, l'accusant de prendre parti en faveur de la police contre les habitants et suggérant que le film pourrait inciter les spectateurs à voter pour Marine Le Pen à la prochaine élection présidentielle. Le réalisateur Cédric Jimenez réfuta ses accusations et estima au contraire avoir fait un film équilibré sans aucun parti pris,. Malgré cette polémique qui suscita de nombreuses réactions, le film sera un succès en salles, réalisant plus de 2 millions d'entrées.
Les années suivantes, on le retrouve dans 2 films de Quentin Dupieux, Fumer fait tousser (2022) et Daaaaaalí ! (2023). Il reprend le rôle d'Obélix, auparavant tenu par Gérard Depardieu, dans le film Astérix et Obélix : L'Empire du Milieu (2023) réalisé par son ami Guillaume Canet. Le film est un échec critique et public mais sa prestation en Obélix est saluée,.
Il retourne à la réalisation en 2024 avec le drame romantique et musical L'Amour ouf, présenté en compétition officielle au 77e festival de Cannes où il dirige ses partenaires dans BAC Nord François Civil et Adèle Exarchopoulos,.
Le 10 mars 2025, il est entendu par les membres de la Commission d'enquête relative aux violences commises dans les secteurs du cinéma, de l’audiovisuel, du spectacle vivant, de la mode et de la publicité dans une audition commune avec les acteurs Jean Dujardin, Pio Marmaï et Jean-Paul Rouve,.

### Vie privée
De 2002 à 2013, Gilles Lellouche partage la vie de l'actrice Mélanie Doutey ; leur fille, Ava, naît le 5 septembre 2009 à Paris. Ils se séparent en 2013 et partagent la garde de leur enfant.
Avec l'actrice et mannequin Alizée Guinochet, sa compagne depuis 2015, il a un garçon le 13 novembre 2022.

## Prises de position
En mars 2017, il cosigne l'« Appel des psychanalystes contre Marine Le Pen » publié dans Le Club de Mediapart qui décrit le Front national comme un avatar du « courant contre-révolutionnaire » qui fut au pouvoir « sous l’occupation nazie ». Celui-ci menacerait « l’État de droit », « la liberté d’opinion et celle de la presse ».
Dans l'entre-deux-tours de l'élection présidentielle de 2017 qui oppose Marine Le Pen à Emmanuel Macron, après le ralliement de Nicolas Dupont-Aignan à la candidate du Front national, Gilles Lellouche qualifie sur Twitter le président de Debout la France de « grosse merde »,. Nicolas Dupont-Aignan annonce qu'il porte plainte contre ce genre de « donneurs de leçons qui se comportent comme des racailles ».
En septembre 2024, après le démarrage de l'affaire Pelicot, il est signataire d'une tribune avec 200 hommes qui se positionnent contre la domination masculine. Il déclare vouloir « participer à cette glorieuse évolution »,.

## Filmographie

### Comme acteur

#### Cinéma

##### Années 1990
- 1996 : Les Sœurs Hamlet d'Abdelkrim Bahloul : serveur boîte
- 1998 : Folle d'elle de Jérôme Cornuau : Gilles
- 1999 : Mes amis de Michel Hazanavicius : l'assistant

##### Années 2000
- 2001 : Ma femme est une actrice d'Yvan Attal : un policier
- 2002 : Mon idole de Guillaume Canet : Daniel Bénard
- 2003 : Jeux d'enfants de Yann Samuell : Sergei Nimov Nimovitch
- 2004 : Narco de Tristan Aurouet et lui-même : le jumeau patineur
- 2005 : Anthony Zimmer de Jérôme Salle : Müller
- 2005 : Ma vie en l'air de Rémi Bezançon : Ludo
- 2006 : On va s'aimer d'Ivan Calbérac : François
- 2006 : Ne le dis à personne de Guillaume Canet : Bruno
- 2006 : Le Héros de la famille de Thierry Klifa : Jérôme
- 2007 : Ma place au soleil d'Éric de Montalier : Franck
- 2007 : Ma vie n'est pas une comédie romantique de Marc Gibaja : Thomas Walkowic
- 2007 : Le Dernier Gang d'Ariel Zeitoun : Milan
- 2007 : La Chambre des morts d'Alfred Lot : Sylvain
- 2007 : Paris de Cédric Klapisch : Franky
- 2008 : Sans arme, ni haine, ni violence de Jean-Paul Rouve : Vincent Goumard
- 2008 : Le Premier Jour du reste de ta vie de Rémi Bezançon : un rasta blanc
- 2008 : L'Instinct de mort de Jean-François Richet : Paul
- 2009 : Une petite zone de turbulences d'Alfred Lot : Philippe

##### Années 2010
- 2010 : Les Aventures extraordinaires d'Adèle Blanc-Sec de Luc Besson : inspecteur Léonce Caponi
- 2010 : Krach de Fabrice Genestal : Erwan
- 2010 : Les Petits Mouchoirs de Guillaume Canet : Eric
- 2010 : À bout portant de Fred Cavayé : Samuel
- 2011 : Ma part du gâteau de Cédric Klapisch : Steve
- 2011 : Mineurs 27 de Tristan Aurouet : Oscar
- 2012 : JC comme Jésus Christ de Jonathan Zaccaï : lui-même
- 2012 : Les Infidèles de Gilles Lellouche, Emmanuelle Bercot, Fred Cavayé, Alexandre Courtès, Jean Dujardin, Michel Hazanavicius, Éric Lartigau : Greg / Nicolas / Bernard / Antoine/ Eric
- 2012 : Nos plus belles vacances de Philippe Lellouche : le narrateur
- 2012 : Quand je serai petit de Jean-Paul Rouve : Maurice jeune
- 2012 : Thérèse Desqueyroux de Claude Miller : Bernard Desqueyroux
- 2013 : Gibraltar de Julien Leclercq : Marc Fievet
- 2013 : 100% cachemire de Valérie Lemercier : Cyrille
- 2014 : Mea Culpa de Fred Cavayé : Franck
- 2014 : La French de Cédric Jimenez : Gaëtan Zampa
- 2014 : L'Enquête de Vincent Garenq : Denis Robert
- 2015 : Les Gorilles de Tristan Aurouet : Petrovitch
- 2015 : Belles Familles de Jean-Paul Rappeneau : Grégoire Piaggi
- 2015 : Sky de Fabienne Berthaud : Richard
- 2016 : Ils sont partout d'Yvan Attal : Norbert
- 2017 : Rock'N'Roll de Guillaume Canet : lui-même
- 2017 : Sous le même toit de Dominique Farrugia : Yvan Hazan
- 2017 : HHhH de Cédric Jimenez : Václav Morávek
- 2017 : Le Sens de la fête d'Éric Toledano et Olivier Nakache : James, l'animateur
- 2017 : Plonger de Mélanie Laurent : César
- 2018 : Pupille de Jeanne Herry : Jean
- 2018 : L'amour est une fête de Cédric Anger : Serge
- 2019 : Nous finirons ensemble de Guillaume Canet : Éric
- 2019 : Jusqu'ici tout va bien de Mohamed Hamidi : Fred Bartel

##### Années 2020
- 2020 : BAC Nord de Cédric Jimenez : Grégory Cerva
- 2021 : Adieu monsieur Haffmann de Fred Cavayé : François Mercier
- 2022 : Goliath de Frédéric Tellier : Patrick Fameau
- 2022 : Kompromat de Jérôme Salle : Mathieu Roussel
- 2022 : Fumer fait tousser de Quentin Dupieux : Benzène
- 2023 : Astérix et Obélix : L'Empire du Milieu de Guillaume Canet : Obélix
- 2023 : Je verrai toujours vos visages de Jeanne Herry : Grégoire
- 2023 : Daaaaaalí ! de Quentin Dupieux : Salvador Dalí
- 2023 : Soudain seuls de Thomas Bidegain : Ben
- 2024 : Leurs enfants après eux de Zoran et Ludovic Boukherma : Patrick

- 2025 : Chien 51 de Cédric Jimenez[29]

- TBA : Vénus Electrificata de Pierre Salvadori
- TBA : Jean Moulin de László Nemes

Courts métrages
- 1996 : 2 minutes 36 de bonheur co-réalisé avec Tristan Aurouet
- 2000 : Un Arabe ouvert d'Hervé Lasgouttes : Simon
- 2001 : Boomer de Karim Adda : Boomer
- 2007 : J'ai plein de projets de Karim Adda : l'homme qui fait de la gym
- 2007 : Léthé d'Antonin Martin-Hilbert

#### Télévision
- 2003 : L'Adieu de François Luciani : Raymond
- 2009 : Un singe sur le dos de Jacques Maillot : Francis
- 2011 : Belmondo, itinéraire… de Vincent Perrot et Jeff Domenech
- 2011 : Platane (série télévisée) : lui-même
- 2013 : Le Débarquement, émission à sketchs diffusée sur Canal+
- 2015 : Dix pour cent (série télévisée) : lui-même
- 2020 : La Flamme (série télévisée) : Milo
- 2022 : Les Rencontres du Papotin (émission télévisée) : France 2

#### Doublage
- 2008 : Volt, star malgré lui : Rhino[30]
- 2009 : Lascars : Zoran (création de voix)
- 2011 : Cars 2 : Martin[31]
- 2015 : Vice-versa : Colère[32]
- 2017 : Cars 3 : Martin[31]
- 2024 : Vice-versa 2 : Colère[32],[33]
- 2025 : Astérix et Obélix : Le Combat des chefs : Obélix[34] (création de voix)

### Comme réalisateur
- 1996 : 2 minutes 36 de bonheur (court-métrage)
- 1997 - 2001 : clips pour Lucas, Squeegee, Dany Brillant, Pascal Obispo, MC Solaar, NTM, Sidaction, Big Red, Lady Laistee, Saïan Supa Crew[réf. nécessaire]
- 2003 : Pourkoi... passkeu (court-métrage)
- 2004 : Narco
- 2012 : Les Infidèles (segment Las Vegas)
- 2018 : Le Grand Bain
- 2024 : L'Amour ouf

### Comme scénariste
- 2003 : Pourkoi... passkeu (court métrage)
- 2004 : Narco, co-réalisé avec Tristan Aurouet
- 2018 : Le Grand Bain
- 2024 : L'Amour ouf

## Distinctions

### Récompenses
- Cannes Film Festival : Gras Savoye Award pour Pourkoi... passkeu
- Prix Patrick-Dewaere 2011 pour Les Petits Mouchoirs
- Festival de l'Alpe d'Huez 2017 : Meilleur acteur pour Sous le même toit
- Globes de Cristal 2019 : meilleur film pour Le Grand Bain
- Trophées du Film français 2019 : Le Grand Bain
- Magritte 2025 : Magritte d'Honneur pour l'ensemble de sa carrière[35]

### Nominations
- César 2006 : meilleur espoir masculin pour Ma vie en l'air
- César 2011 : meilleur acteur dans un second rôle pour Les Petits Mouchoirs
- César 2018 : meilleur acteur dans un second rôle pour Le Sens de la fête
- César 2019 :
  - meilleure réalisation pour Le Grand Bain
  - meilleur scénario original pour Le Grand Bain avec Ahmed Hamidi et Julien Lambroschini
  - meilleur acteur pour Pupille
- César 2022 : meilleur acteur pour BAC Nord
- César 2025 : meilleure réalisation pour L'Amour ouf

## Honneurs
- Citoyen d'honneur de la ville de Fontainebleau (2016)[36]
- Président du jury de la 12e édition du Nikon Film Festival